# Fernando Becker
Fernando Becker Zuazúa (León, 1955) es un economista, ejecutivo, catedrático y político español. Ha desempeñado entre otros los cargos de consejero de Economía y Hacienda de la Junta de Castilla y León (1991-1995) y de presidente del Instituto de Crédito Oficial (1996-1999).

## Biografía
Nació en León el 30 de julio de 1955.
Estudió en los jesuitas de León, en el mismo centro que Mariano Rajoy, con el que guarda amistad. Es yerno de Carlos Robles Piquer. Se licenció y doctoró en Economía en la Universidad Autónoma de Madrid (UAM).
Fue profesor ayudante de la UAM, donde colaboró estrechamente con Ramón Tamames.
En 1991 se convirtió en consejero de Economía y Hacienda de la Junta de Castilla y León, en el ejecutivo autonómico de Juan José Lucas. Cesó en el cargo en 1995, tras las elecciones autonómicas, en las que había resultado elegido procurador por la circunscripción electoral de León en las listas del Partido Popular (PP).
Fue senador electo dentro de la candidatura del PP en la provincia de León en las generales de 1996, causando baja ese mismo año. Fue presidente del Instituto de Crédito Oficial hasta 1999. Desde ese mismo año, y hasta febrero de 2018, trabajó para Iberdrola, empresa en la que entró como director financiero y salió como director corporativo.
Desde 1999 es catedrático de Economía Aplicada de la Universidad Rey Juan Carlos.

## Controversias
En junio de 2021 Becker es imputado por el juez de la Audiencia Nacional Manuel García Castellón en el marco de la investigación acerca de la contratación de los servicio de José Manuel Villarejo por delito continuado de cohecho activo, delito contra la intimidad de las personas y delito por falsedad en documento mercantil.
En marzo de 2022 el juez decreta el archivo de la causa abierta contra Becker argumentando que no hay indicios de su participación en la contratación de Villarejo y en los hechos mencionados.